# Parabrachmia trisignella
Parabrachmia trisignella is een vlinder uit de familie tastermotten (Gelechiidae). De wetenschappelijke naam van deze soort is voor het eerst geldig gepubliceerd in 1960 door Janse.
De soort komt voor in tropisch Afrika.